# Анджолелло, Джованни Мария
Джованни Мария Анджолелло (итал. Giovanni Maria Angiolello; 1451/1452, Виченца — ок. 1525, Виченца) — итальянский путешественник.
В 1464 году обосновался в Венеции.
В 1468 году принял участие в защите острова Эвбея, осажденного османским султаном Мехмедом II. Был захвачен турками и попал в Константинополь.
В 1472—1481 годах принял участие в походах османских войск против Персии и на Балканском полуострове.
Около 1483 года возвратился в Виченцу, женился и стал чиновником.
Автор сочинения «Breve narratione della vita et fatti del signer Ussuncassano, fatta per Giovanmaria Angiolello» о Государстве Ак-Коюнлу и Государстве Сефевидов.
Его записки «Historia Turchesca» — ценный источник о правлении Мехмеда II и Баязида II.